# 日本角魚
日本角魚（学名：Lepidotrigla japonica），又名日本紅娘魚、雞角、角仔魚，为角魚科紅娘魚屬下的一个种。